# Stepan Opara
Stepan Opara (zm. w październiku 1665) – pułkownik pułku czehryńskiego, hetman prawobrzeżny w 1665 roku.

## Życiorys
Po raz pierwszy pojawił się w źródłach w końcu 1660 roku, gdy był dowódcą sotni medwediwskiej pułku czehryńskiego. Służył u hetmana Jerzego Chmielnickiego, przebywał z rozkazami w Warszawie.
Podczas powstania kozackiego był przeciw Pawłowi Teterze, w czerwcu 1665 roku z pomocą Tatarów zajął Humań i ogłosił się hetmanem Prawobrzeżnej Ukrainy prosząc o zatwierdzenie chana tatarskiego o zatwierdzenie go na tym stanowisku.
Planował rozmowy z Iwanem Sirką i Wasylem Drozdowyczem w celu wspólnej walki przeciwko Rzeczypospolitej i poddanie się Turcji.
Po namowach Jana Stachurskiego i starszyzny kozackiej 28 sierpnia 1665 roku koło Bohusława, Opara został pod pretekstem narady schwytany przez Tatarów. Następnie Tatarzy zaproponowali jako jego następcę Doroszenkę, na co Kozacy wyrazili zgodę. Doroszenko wykupił Oparę z rąk tatarskich, a następnie w dowód wierności królowi wydał władzom polskim. Opara był uwięziony na zamku w Malborku, a w połowie października stracony (według różnych źródeł w Warszawie lub koło Rawy Mazowieckiej).